# مه (فیلم ۱۹۸۰)
مه (به انگلیسی: The Fog) فیلمی ترسناک به کارگردانی جان کارپنتر محصول آمریکا در سال ۱۹۸۰ است. موسیقی فیلم را خود جان کارپنتر ساخته است.

## داستان
اعمال کثیف مردمی در یک شهر کوچک، باعث خلق مخلوقاتی عجیب می‌شود که از دل مه بیرون می‌آیند.

## بودجه، فروش
برای ساخت این فیلم تنها یک میلیون دلار هزینه شد اما در گیشه بیش از بیست و یک میلییون دلار فروش کرد.